# 5304-es mellékút (Magyarország)
Az 5304-es mellékút egy bő 7,5 kilométeres hosszúságú, négy számjegyű mellékút Bács-Kiskun vármegye területén; tulajdonképpen Fülöpszállás egyik belső útja: a település központját köti össze úgy keleti, mint nyugati irányban az azt észak felől elkerülő 52-es főúttal.

## Nyomvonala
Fülöpszállás és Izsák határától nem messze, de teljesen fülöpszállási területen indul. Nyomvonalából ítélve korábban valószínűleg ugyanott indult, ahol a mai 52-es főút és az 5203-as út keresztezi egymást, de kezdőpontját azóta, kisebb nyomvonal-korrekcióval néhány méterrel délebbre helyezték, így ma az 5203-as útból ágazik ki, annak 49+350-es kilométerszelvénye közelében, nyugat felé. Első méterei után délnyugatnak fordul, így halad az első elágazásáig, amit nagyjából 2,2 kilométer után ér el: ott az 53 303-as számú mellékút ágazik ki belőle, mely a Fülöpszállás–Kecskemét-vasútvonal Uzovicstelep megállóhelye és a névadó (Izsákhoz tartozó) településrész megközelítését volt hivatott  biztosítani.
4,5 kilométer után éri el Fülöpszállás belterületének keleti szélét, ahol találkozik az 5217-es úttal. Közös szakaszuk következik, kilométer-számozás tekintetében egymással ellentétes irányban húzódva; közös belterületi szakaszuk a Bajcsy-Zsilinszky Endre utca nevet viseli, így keresztezi, Fülöpszállás vasútállomás térségének déli szélénél a Budapest–Kelebia-vasútvonal és a Fülöpszállás–Kecskemét-vasútvonal közös szakaszát is. A település központjában újból kettéválnak, az 5304-es út nyugati irányban folytatódik, Solti út néven. Nagyjából 6,2 kilométer után éri el a lakott terület nyugati szélét, alig több mint egy kilométerrel arrébb pedig véget is ér, beletorkollva az 52-es főútba, annak a 37+200-as kilométerszelvénye közelében.
Teljes hossza, az országos közutak térképes nyilvántartását szolgáló kira.gov.hu adatbázisa szerint 7,627 kilométer.

## Története
1934-ben a kereskedelem- és közlekedésügyi miniszter 70 846/1934. számú rendelete másodrendű főúttá nyilvánította, a maival egyezően 52-es útszámozást viselő, Kecskemét-Dunaföldvár közti főút részeként.

## Települések az út mentén
- Fülöpszállás